# Parafia Najświętszego Serca Pana Jezusa w Zdziechowicach
Parafia pw. Najświętszego Serca Pana Jezusa – rzymskokatolicka parafia położona w Zdziechowicach, należąca do dekanatu Wołczyn w diecezji kaliskiej, metropolii poznańskiej.

## Historia Parafii
Parafia pw. Najświętszego Serca Pana Jezusa w Zdziechowicach powstała w 1677 roku. Kościół parafialny wzmiankowany po raz pierwszy w 1733 roku. Obecny murowany, został zbudowany w stylu neobarokowym w 1914 roku, konsekrowany w 1916 roku. Istniejący wcześniej drewniany kościół z XVI w. przeniesiono do wsi Nasale w 1939 roku.
Co drugi miesiąc, w trzeci czwartek miesiąca odprawiana jest msza w języku niemieckim dla miejscowej mniejszości niemieckiej.

## Liczebność i zasięg parafii
Parafię zamieszkuje 759 wiernych i swym zasięgiem duszpasterskim obejmuje ona miejscowości:
- Zdziechowice,
- Goła,
- Przytoczna,
- Przymiarki,
- Karłowice[2].

## Inne kościoły
Do parafii należy kościół filialny św. Mikołaja i Matki Boskiej Częstochowskiej w Gołej.

## Proboszczowie
- ks. Adam Mikulski (?–2025)[3]
- ks. Krzysztof Bondzior (2025– )[3]